# Severoněmecká nížina

Středoevropská nížina (zelená oblast)

Severoněmecká nížina (německy Norddeutches Tiefland) je jedna z velkých krajinných oblastí rozkládající se na území Německa kolem 52,5 stupně severní šířky. Je součástí Středoevropské nížiny (Mitteleuropäischen Tiefland), která se rozkládá od Belgie a Nizozemí na západě po Polsko na východě a od Dánska a Švédska na severu po Středoněmeckou vysočinu (Mittelgebirgsschwelle) – nízké pohoří, které ji ohraničuje na jihu.

## Charakteristika
Severoněmecká nížina je především polnohospodářskou oblastí. Pěstují se zde obilniny, brambory, průmyslové plodiny, krmiva – pícniny). Na severu se chová dobytek a prasata. V některých částech se pěstuje ovoce a zelenina (Hamburk, Berlín), tabák a luštěniny. V některých částech se těží ropa a zemní plyn, v jiných uhlí. Průmyslová střediska jsou poblíž námořních přístavů, podél středoněmeckého průplavu a řek.

## Podnebí
Severozápad je ohraničen pobřežím Severního moře a na severovýchodě pobřežím Baltské moře, což vede k odlišným klimatickým podmínkám. Pobřeží Severního moře podléhá severozápadním a jihozápadním větrům. Pobřeží Severovýchodního Německa, až po hranici u Visly u Lübeckého zálivu, je ovlivněno kontinentálním, respektive východním, podnebím.
Zima u Severního a Baltského moře trvá cca od začátku prosince do začátku května. Zima v severním Německu se nevyznačuje ani sněhem, ani slunečným počasím. Dny jsou téměř šest měsíců spíše vlhké, výskytují se šedivé husté mlhy a ojediněle jsou dny deštivé.
Léto u Severního moře se poměrně liší od lokalit u Baltského moře. U Severního moře se vyskytuje spíše chladný vánek a poměrně časté jsou zatažené deštivé dny. Zatímco v západním Pomořansku (Vorpommern), na ostrově Rujána (Rügen) nebo na ostrově Uznojem (Usedom) svítí slunce celé léto, počasí je obvykle mírně větrné a silné bouřky jsou ojedinělé. Tento rozdíl v počasí má na svědomí poslední doba ledová, jejíž období zanechalo před 7 000 až 9 000 lety ve východních severoněmeckých nížinách výraznou stopu.

## Geologie, krajina a půdy
Geologicky je Severní nížina součástí Severoněmecké pánve. Svrchní sedimenty půdy byly ovlivňovány opakovaným střídáním dob ledových a meziledových v poslední době ledové, ve čtvrtohorách. Spodní vrstvy mají z důvodu nalezišť soli, zemního plynu a ropy, částečně i důlní význam. Složení půdy se v jednotlivých oblastech liší podle toho, zda byla oblast v poslední době ledové (weichselian) ještě pokryta ledem a zůstala jako kopcovitá mladá moréna, nebo zda byla periglaciálními procesy přetvořena a stala se rozsáhlejší starou morénou.
Pobřežní oblasti se skládají z holocenních mořských a říčních bažin a lagunových krajin, na kterou navazují pleistocenní mladé i staré morénové krajiny v různých formách a stádiích zvětrávání.
V geomorfologicky severovýchodní části (mladá moréna) se nachází velké množství jezer jako pozůstatky poslední doby ledové. Ustupující ledovce zde roztály cca před 13 000 až 16 000 lety. Naproti tomu povrchová struktura v severozápadním Geestu (Dolní Sasko a západní Šlesvicko-Holštýnsko) je výrazně víc zvětralá a zarovnaná (stará morénová půda), poslední zalednění se datuje před cca 13 000 lety.
Nejvýznamnější řeky jsou Rýn, Ems, Weser, Labe a Havola, které ústí do Severního moře. Pouze malá oblast patří do povodí Odry a Lužické Nisy a vlévá se do Baltského moře.

## Galerie

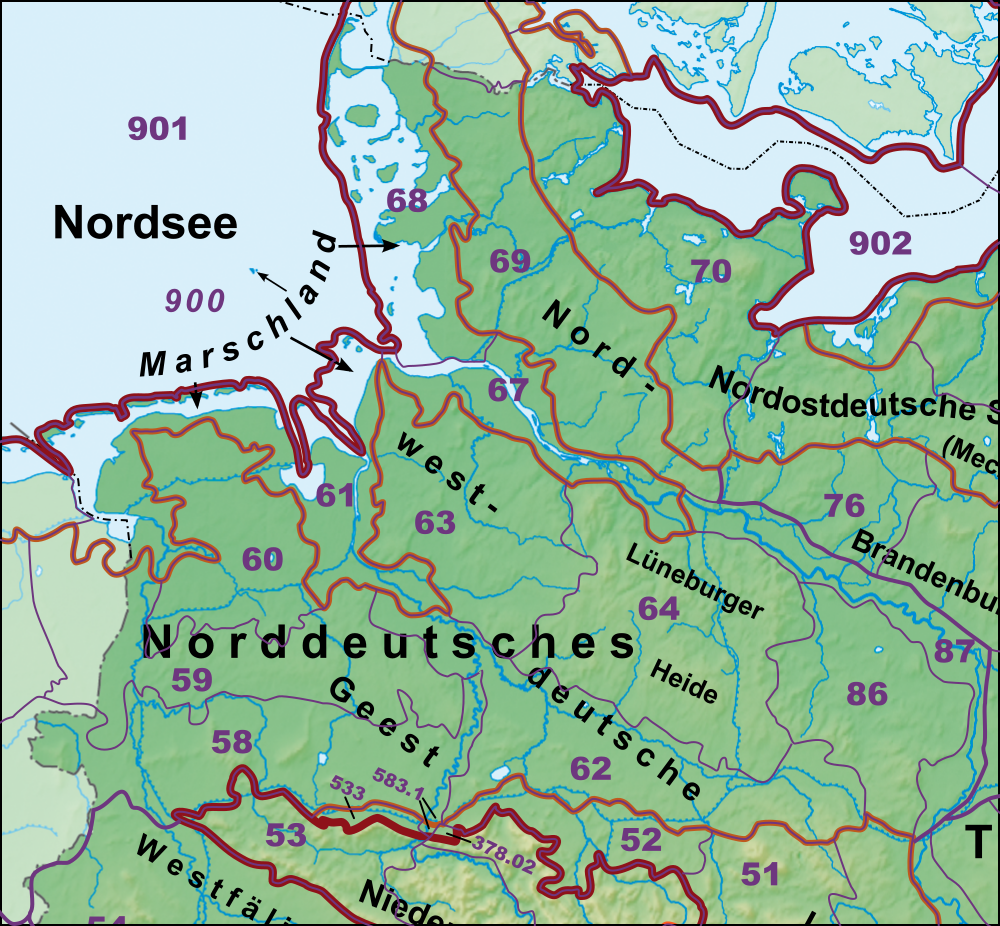
Západní část severoněmecké nížiny
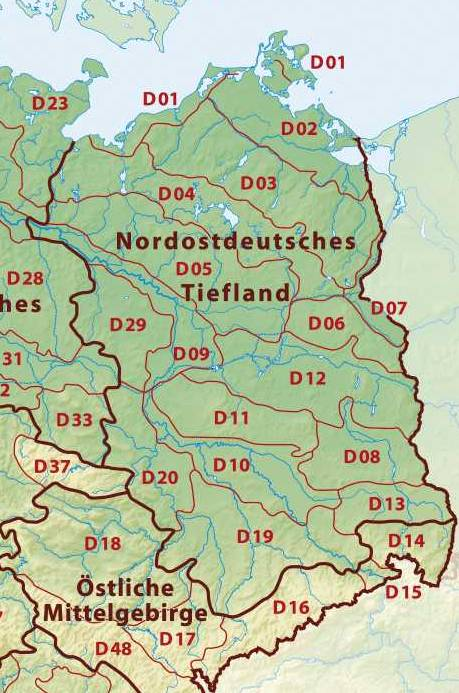
Východní část severoněmecké nížiny
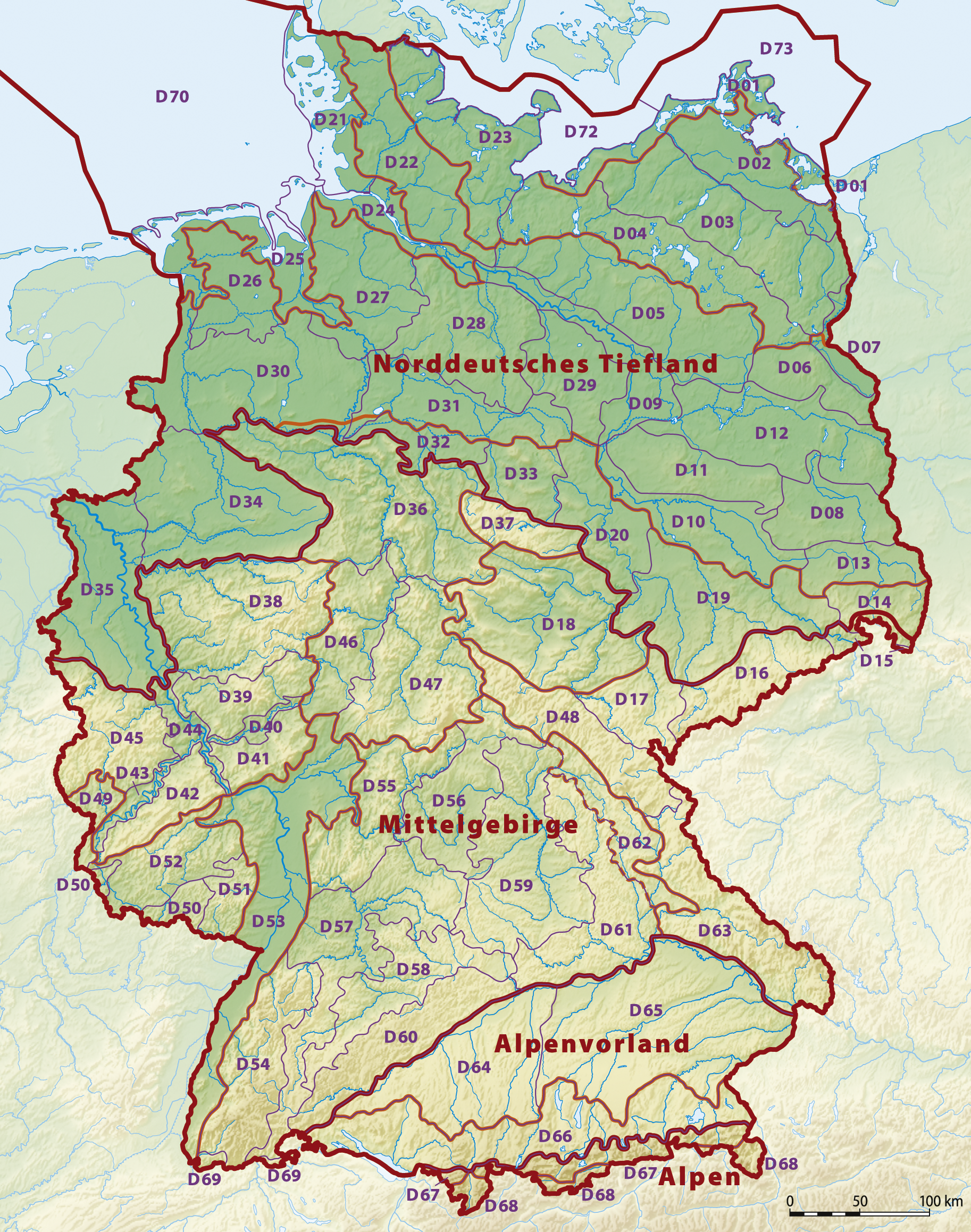
Hranice severoněmecké nížiny